# Adolfo Costa Du Rels
Adolfo Costa Du Rels (né le 19 juin 1891 à Sucre et mort le 26 mai 1980 à La Paz) est un écrivain et diplomate bolivien, de mère bolivienne et de père français.

## Biographie
Né en Bolivie à Sucre, il passe son enfance en France où naît son goût pour la littérature et le théâtre puis rentre en Bolivie en 1912.

### Politique
Il occupa divers postes politiques dans son pays :
- Ministre du Logement (1928)
- Délégué bolivien auprès de la Société des Nations (1931)
- Ministre plénipotentiaire en Suisse et auprès du Vatican (1937-1943)
- Ambassadeur en Argentine (1943-1944)
- Ambassadeur en France (à partir de 1949)

## Œuvres
- Hacia el atardecer, 1919
- El traje del arlequín, 1921
- Terres embrasées (Tierras hechizadas), 1940
- Félix Avelino Aramayo y su época (1846-1929), 1942
- Las fuerzas del mal, 1944
- La Hantise de l'or (El embrujo del oro), 1931
- Coronel, 1933
- Les Croisés de la haute mer (Los cruzados de alta mar), 1953
- Lagune H. 3., 1938
- Les Étendards du roi (Los Estandartes del Rey), 1956
- Amalita, 1968
- Los Andes no creen en Dios, 1973
- Plata del diablo
- La Miskki Simi

## Décorations
- Grand-croix de l'ordre du Condor des Andes
- Grand-croix de l'ordre d'Isabelle la Catholique

## Récompenses
- Prix de la langue-française de l'Académie française en 1942 et 1950
- Prix Heredia de l'Académie française en 1954
- Il reçut dans son pays le prix national de littérature en 1976

## Hommages
Son œuvre Los Andes no creen en Dios fut adaptée au cinéma en 2007.